# Pai dos Pobres

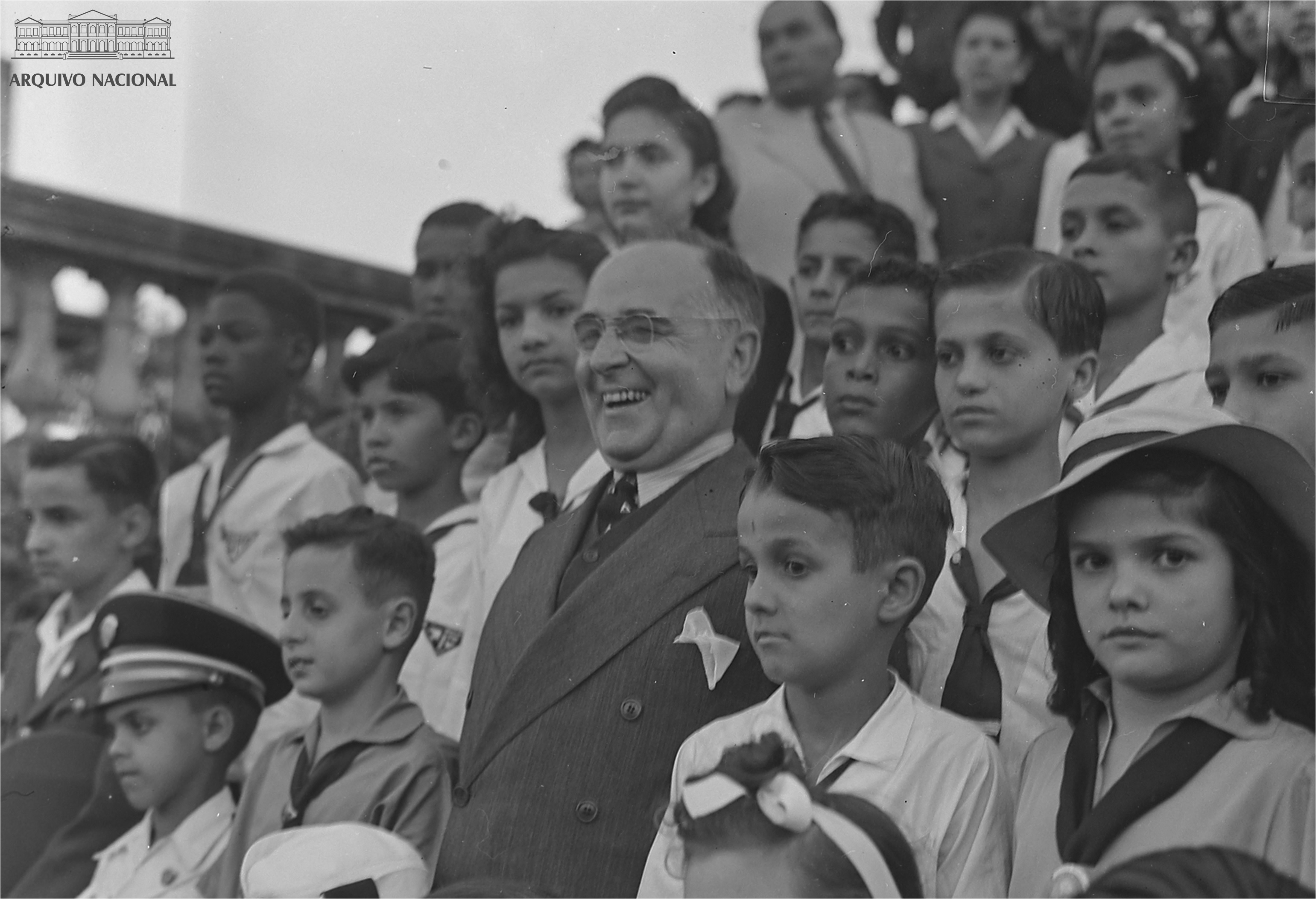
Vargas ficou conhecido como pai dos pobres por promover leis trabalhistas e por seu carisma com a população

Durante o período do Estado Novo, o DIP (Departamento de Imprensa e Propaganda), aparelho de publicidade da Era Vargas, dirigido por Lourival Fontes, referia-se a Getúlio Vargas como O pai dos pobres, implantando na população brasileira o 'culto à personalidade' do presidente.

## História
Entre 1937 até 1945, Vargas criou um programa chamado pelos seus adversários de populista, pois os direitos dos trabalhadores passaram a ser amparados pela lei. Foi implementada também, pela primeira vez no Brasil, uma visão dos direitos sociais das classes menos favorecidas.
Existiu, na história do Brasil, um outro "Pai dos Pobres": o governador da Capitania de Minas Gerais Luís Diogo Lobo da Silva.